# 馮道

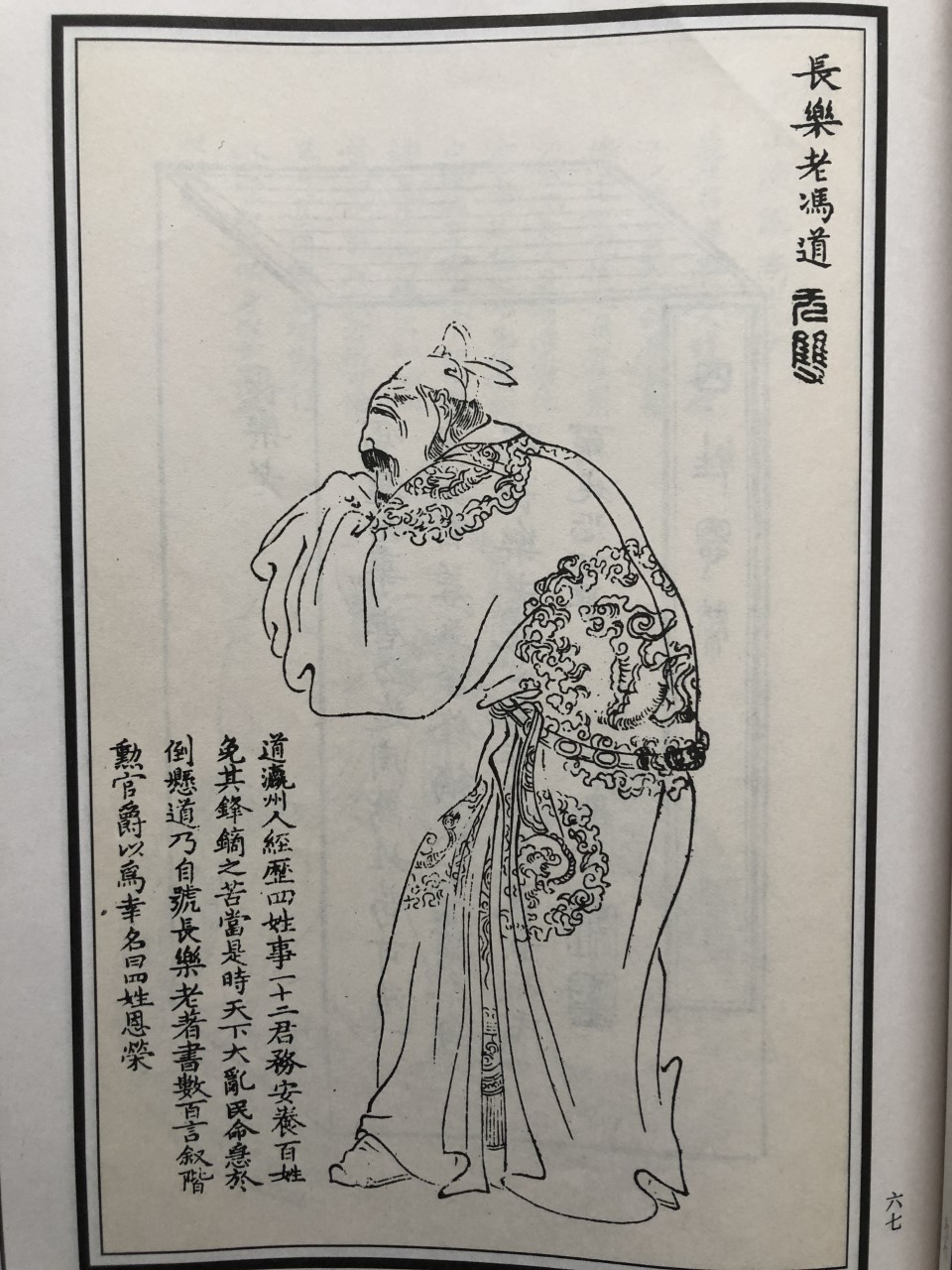
馮道

馮 道（ふう どう、中和2年（882年） - 顕徳元年4月17日（954年5月21日））は、中国の五代十国時代（10世紀）の政治家。生涯で11人の君主（五朝八姓十一君）に仕えた。字は可道、号は長楽老。瀛州景城県来蘇里（現在の河北省滄州市泊頭市交河鎮）の出身。長楽郡の名族馮氏の末裔を称した。

## 生涯
馮道は、初めは桀燕の劉守光に仕えていた。当時、朱全忠（後梁の太祖）と李存勗の二大勢力が戦争している頃、その間に桀燕が漁夫の利を得ようとして劉守光が危険な軍事・外交政策を続けていた。そんな主君に馮道が諫言すると、劉守光は自分の考えに従わない馮道を幽閉した。
その後に李存勗が燕に攻め込むと、馮道は救出されて李存勗が建国した後唐に仕えるようになった。
しかし同光4年（926年）、李嗣源（後唐の明宗）が軍を向けると、李存勗は近衛兵に殺された。この時、馮道は李嗣源に新しく仕えたが、李嗣源は長興4年（933年）に病死する。その後、李従珂（末帝）によって馮道は左遷された。
清泰3年（936年）、後晋の石敬瑭（高祖）は契丹（後の遼）に援軍を求め、耶律堯骨（遼の太宗）は大軍で後唐を滅亡させた。石敬瑭は契丹に臣従した。この時、馮道は李従珂に左遷されていたことが幸いとなり、それ以後、後晋では宰相になった。また、遼への使者として派遣された馮道は、耶律堯骨に気に入られて帰国した。
しかし天福7年（942年）に石敬瑭が病死すると、馮道は左遷された。
開運3年（946年）、耶律堯骨は開封を攻略し、後晋を滅ぼした。馮道は耶律堯骨と再会し、再び宰相となった。遼は中原を支配しようとしたが、蛮族を嫌った住民が各地で抵抗し、撤退せざるを得なくなった。馮道も同行するが、耶律堯骨は北へ引き返す途上で病死した。そして、馮道は開封へ戻った。
天福12年（947年）、劉知遠は後漢を建て、開封へ入城したが、翌乾祐元年（948年）に死去した。次男の劉承祐が後を継ぎ、有力者の粛清を図るが失敗する。粛清を逃れた郭威は広順元年（951年）に後周を建てて兵を挙げ、逆に開封を攻め落とし、誅殺を企んだ側近を殺した。馮道はまたもや宰相に返り咲いた。
しかし、顕徳元年（954年）に郭威は死去し、柴栄（後周の世宗）が即位した。柴栄は馮道の諫止をきかず北漢征伐を強行して勝利、馮道は引退し、顕徳元年（954年）4月に波乱の生涯を閉じた。

## 五朝八姓十一君
五代十国時代には皇帝・王朝が激しく入れ替わったが、その中で馮道は後梁を除いた五代王朝の全て（後唐・後晋・後漢・後周）と、後晋を滅ぼして一時的に中原を支配した契丹族王朝の遼に仕え、常に高位にあった。
馮道は自分の仕えた主君たちを「五朝八姓十一君」と称している。
五朝
後唐・後晋・遼（燕雲十六州の割譲、および後晋滅亡時は契丹。劉知遠との抗争が起こる947年から遼）・後漢・後周の5つの王朝。
八姓
後唐の李存勗（李氏・朱邪氏）、その養子の李嗣源（本姓不詳）、そのまた養子の李従珂（本姓王氏）の3つの李氏、後晋の石氏、遼の耶律氏、後漢の劉氏、後周の郭威とその養子である柴栄の郭氏・柴氏の合計8つの姓。
十一君
後唐4代（荘宗李存勗、明宗李嗣源、閔帝李従厚、末帝李従珂）、後晋2代（高祖石敬瑭、出帝石重貴）、遼（契丹）1代（太宗耶律徳光）、後漢2代（高祖劉知遠、隠帝劉承祐）、後周2代（太祖郭威、世宗柴栄）。の合計11人の皇帝。
宰相としての在任期間は20年に及ぶ。節度使出身である五代の武人皇帝や北方の遼の皇帝たちには、農民に対する哀れみの心が少なかったため、時に暴走する皇帝を諫め続け、時の民衆に敬仰された。
一例を挙げれば、遼の耶律堯骨が開封に入った時に漢族を虐殺し、略奪を行いそうになった。
その時、馮道は
「今、仏陀がここに現れても民衆を救うことは出来ず、ただ皇帝である貴方だけが民衆を救うことが出来るのです（此時仏出救不得、唯皇帝救得）」
と耶律堯骨の気持ちを持ち上げて、漢族への虐殺行為を止めた。

## 年表
- 中和2年（882年）- 馮道、生まれる。
- 同光4年（926年）- 李存勗を近衛兵が殺害。
- 長興4年（933年）- 後唐の李嗣源が病死。
- 清泰3年（936年）- 後晋の石敬瑭が後唐を滅ぼす。
- 天福7年（942年）- 石敬瑭が死去。
- 開運3年（946年）- 遼の耶律堯骨が後晋を滅ぼす。
- 天福12年（947年）- 劉知遠が後漢を建てる。
- 乾祐元年（948年）- 劉知遠が死去。
- 広順元年（951年）- 郭威が後周を建てる。
- 顕徳元年（954年）- 郭威が死去。馮道、死去。

## 馮道の人物評価
馮道のその世渡り上手な生き方は、後世において、厳しく断罪する声が多い。特に朱子学的見地からは売国奴、変節漢と呼ばれ、司馬光なども「貞女は二夫に従わず、忠臣は二君に仕えず」と痛切に批判している。その際に非難の的となったのが、馮道が「五朝八姓十一君」に仕えたことである。
『旧五代史』巻126の本伝に見える「史臣曰」には既に「そもそも一女二夫は、人の不幸なり」として、司馬光と同様の批判が馮道に対して行われている。
また、早く散逸した『旧五代史』よりも、世間に広く流布した欧陽脩の『新五代史』巻54の「無廉恥漢」（破廉恥）とする馮道への評語が、そのまま司馬光の馮道への批判と重なり、それが共に後世に影響を与えたとも言われる。
また、馮道が遼の皇帝を「仏以上」とおだてたことも批判されている。
しかし一方で、馮道は当時の人々には大いに尊敬された。また後世の歴史家の中でも、馮道を弁護する者がいる。
中でも異端の歴史家といわれる李卓吾は「孟子は『社稷を重しと為し、君主を軽しと為す』と言っている。馮道はこれを体現し、民衆を安寧にした」と絶賛している。ただし「これは五代のような時代だから許されることであって、他の時代の変節漢がこれを言い訳としてはいけない」とも述べている。
また、晩年の馮道が「長楽老」と号して自らの功績をぬけぬけと誇った、というような馮道の自己顕示を嫌う者も多い。馮道自身も高官の地位に長くありながら君主のため天下を平定し、天地の恩に報いることができなかったことは残念であると述懐している。
しかしそういったことを鑑みても、馮道のおかげで命を救われた民衆は数多く、非常時の宰相として、その功績はある程度評価されるべきであろう。
なお、「長楽老」の号に対して怪しからんとする論評が見られるが、「長く楽しむ」義にとるのは誤解・曲解であり、長楽とは馮道が本貫とした長楽馮氏の故地である「長楽郡信都県」（現在の河北省衡水市冀州区）の地名にちなむものである。
馮道は木版印刷術の創始者としても後世に名を留めていた。『旧五代史』唐明宗紀長興3年（932年）2月甲子（12日）条に、中書門下の役所から石経（石に刻まれた儒教の経典）の文字から九経の版木を彫ることが上奏されており、これが馮道の指示とされていることから広まった伝説と考えられる。
しかし、南宋の葉夢得は著書『石林燕語』（巻8）で「世間では馮道が木版印刷を始めたと言っているが、間違いである。国子監における五経の出版を馮道が行ったというだけである」とこの説を否定している。
実際、馮道より200年前の唐代から仏教の経典の木版印刷は始まっており、馮道が創始したということはあり得ない。後に木版印刷が盛んとなった時代になってから、かつて型破りな人生を送った馮道こそ印刷術の創始者にふさわしいとして仮託されたものであろう。